# Isonychiidae
Isonychiidae is een familie van haften (Ephemeroptera).

## Geslachten
De familie Isonychiidae omvat de volgende geslachten:
- Isonychia Eaton, 1871